# Museu Egipci de Berlín
El Museu Egipci de Berlín (alemany: Ägyptisches Museum und Papyrussammlung) és la seu d'una de les col·leccions més importants del món d'artefactes de l'antic Egipte. La col·lecció forma part del Neues Museum.

## Història
El museu es va originar al segle xviii per la col·lecció d'art reial dels reis de Prússia. Alexander von Humboldt havia recomanat que es creés una secció egípcia, i els primers objectes van ser portats a Berlín en 1828 sota els auspicis de Frederic Guillem III de Prússia. Després de la Segona Guerra Mundial, durant la qual va sofrir greus danys, el museu fou dividit entre Berlín Est i Berlín Oest, i es reunificà de nou després de la reunificació alemanya.

## Col·lecció
La col·lecció inclou artefactes que daten entre l'any 4000 AC (període predinàstic) fins al període de domini romà, tot i que la majoria daten del govern d'Akhenaton (al voltant de 1340 aC)
L'obra més famosa en exhibició és l'excepcionalment ben conservat i vívid bust de la reina Nefertiti. La col·lecció va ser traslladada de Charlottenburg a l'Altes Museum en 2005 i fou reubicada en el recentment reconstruït Neues Museum en l'Illa dels Museus de Berlín a l'octubre de 2009.

## Galeria

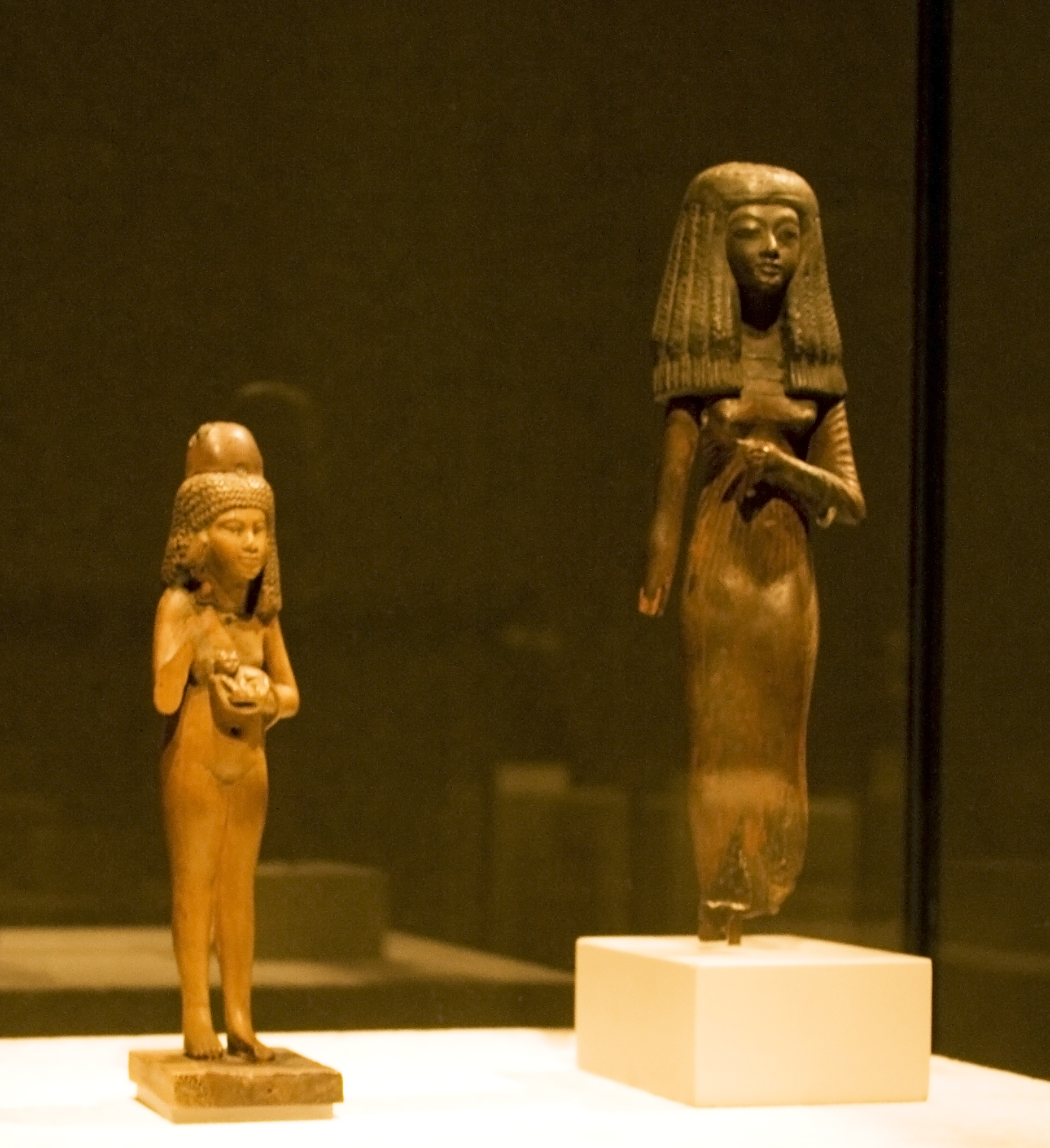
Figura d'una nena amb ung gat i una figura dempeus d'una dona jove. Dinastia XVIII, c. 1380 i Dinastia XIX, Abusir el Meleq i Tebes
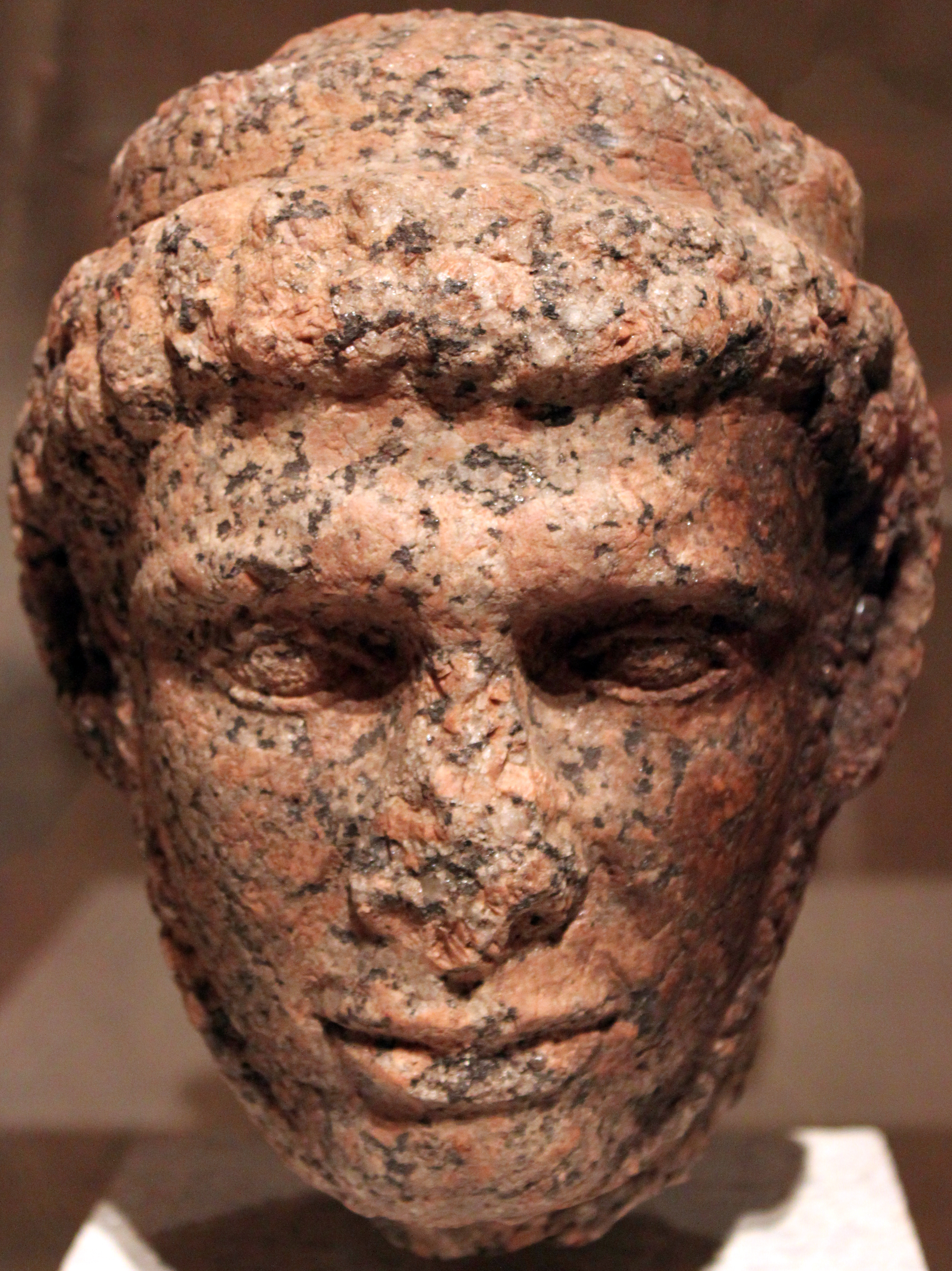
Cap de l'estàtua del rei Ptolemeu X (regnat 110-88 BC).;